# Friedhof der Kuscheltiere II
Friedhof der Kuscheltiere II (dt. Untertitelung: Die Untoten kehren zurück) ist ein Horrorfilm aus dem Jahr 1992. Es handelt sich um die Fortsetzung des Films Friedhof der Kuscheltiere, der 1989 erschien und auf Stephen Kings gleichnamigem Roman basiert. Regie führte – wie schon im ersten Teil – Mary Lambert.

## Handlung
Nach dem Unfalltod der Schauspielerin Renee Matthews ziehen deren Ehemann Chase, ein Tierarzt, und ihr gemeinsamer Sohn Jeff von Los Angeles in Renees Heimatort nach Ludlow, wo sich ihr Sommerhaus befindet. Dort erfährt Jeff die Geschichten von einem Tierfriedhof und einem verfluchten indianischen Gräberfeld. Jeff freundet sich mit Drew, dem Stiefsohn des örtlichen Sheriffs Gus Gilbert an. Der Sheriff ist sehr streng und misshandelt Drew bei jedem kleinen Vergehen.
Drew hat einen Hund namens Zowie. Als Zowie wieder einmal versucht, einen von Gus' Hasen zu stellen, erschießt dieser in seiner Wut den Hund. Daraufhin begraben Jeff und Drew den toten Zowie auf dem indianischen Friedhof. Zowie kehrt zurück, ist aber nicht mehr derselbe. Er verhält sich seltsam, knurrt heftig und ist aggressiv, selbst gegenüber Drew. Beim Anblick des scheinbar lebendigen Hundes glaubt Gus seinem Stiefsohn nicht, dass er den Hund begraben hat, und denkt, er habe die Schule geschwänzt, und schlägt ihn erneut. Dr. Matthews, der Zowies Schussverletzung behandelt, stellt fest, dass die Wunde des Hundes nicht abheilt und er außerdem keinen fühlbaren Puls hat. Daraufhin sendet er eine Blutprobe an ein Labor und erfährt, dass die Zellen von Zowie zerfallen und nur von einem toten Hund stammen können.
An Halloween treffen sich nachts Jeff und Drew mit anderen Jungen auf dem Tierfriedhof, um sich schaurige Gruselgeschichten zu erzählen. Sheriff Gus erfährt von seiner Frau, wohin sein Stiefsohn gegangen ist. Voller Wut unterbricht er das nächtliche Halloweentreffen der Jungen und schlägt Drew. Zowie aber geht auf den Sheriff los und tötet ihn. Die Jungen begraben Gus auf dem Gräberfeld. Gus erwacht wieder zum Leben und verhält sich im ersten Moment so, wie sich Drew einen Vater immer vorgestellt hat. Es wird jedoch schnell klar, dass Gus nicht mehr bei Sinnen ist. Dies zeigt sich bei sexuellen Übergriffen auf Drews Mutter oder bei der Tötung und Häutung seiner Kaninchen. Auch Zowie wird immer gefährlicher, bricht aus der Tierklinik von Dr. Matthews aus, tötet drei Katzen und attackiert Chase Matthews, so dass dieser am Arm verletzt wird.
Jeff wird in einen Kampf mit dem tyrannischen Schüler Clyde verwickelt. Als der Kampf zu eskalieren droht, taucht der wiederbelebte Gus auf und tötet Clyde, dessen langer Wollschal sich im drehenden Hinterrad seines Mopeds verfängt. Jeff flüchtet daraufhin mit dem Fahrrad nach Hause. Später versucht Drew vergeblich, Gus mit einem (ungeladenen) Gewehr zu erschießen. Er flieht daraufhin mit seiner Mutter in einem Auto. Gus verfolgt sie mit seinem Polizeiwagen und drängt sie in die Richtung eines entgegenkommenden LKWs. Bei dem Zusammenstoß sterben Drew und seine Mutter. Gus holt die Leiche von Clyde und begräbt sie auf dem Indianerfriedhof.
Währenddessen wird Jeffs Idee, seine verstorbene Mutter wiederzubeleben, immer obsessiver. Er befiehlt Gus, sie zu exhumieren, und trifft sich mit ihm auf der Begräbnisstätte. Chase Matthews erfährt, dass seine Frau von Gus aus ihrem Grab entfernt worden ist. Er fährt zu Gus' Haus und tötet den Hund Zowie, der ihn zuvor attackiert. Schließlich erschießt er auch den untoten Gus, der versucht hat, ihn mit einer Bohrmaschine zu töten.
Jeffs Mutter Renee ist inzwischen wieder von den Toten erwacht und tötet die Haushälterin der Matthews. Als Chase am Haus ankommt, findet er die tote Haushälterin, und sein Sohn liegt in den Armen seiner Mutter. Auch der untote Jugendliche Clyde kommt mit einer Axt bewaffnet in das Haus und geht auf Jeff los. Jeff kann ihn abwehren, jedoch wird Chase bewusstlos geschlagen. Jeff vernichtet Clyde, indem er ihm ein unter Strom stehendes Kabel in den Mund steckt. Unterdessen hat Renee alles in Brand gesteckt, doch Jeff gelingt es, sich und seinen Vater aus dem brennenden Haus zu retten. Am Ende ziehen Chase und Jeff aus Ludlow weg und beginnen erneut ein Leben in Los Angeles.

## Sonstiges
- Der Film verwendet wie der erste Teil im Abspann einen Song von den Ramones, „Poison Heart“, welcher jedoch im Gegensatz zum Titelsong des ersten Teils nicht extra für den Film geschrieben wurde. Der weitgehend düster gehaltene Soundtrack enthält auch Lieder der Indie-Bands Miranda Sex Garden, L7 oder von The Jesus and Mary Chain.
- Die Originalfassung war in Deutschland bis Dezember 2016 indiziert; im Free-TV durften daher nur gekürzte Versionen ausgestrahlt werden. Beispielsweise erhielt eine um rund 9 Minuten gekürzte Version von der FSK eine Altersfreigabe ab 16 Jahren.[2]

## Synchronisation
Für die deutsche Synchronisation war Klaus Hüttmann, der das Dialogbuch schrieb und die Dialogregie führte, im Auftrag der Berliner Synchron GmbH Wenzel Lüdecke zuständig.
| Darsteller       | Rolle          | Deutscher Sprecher |
| ---------------- | -------------- | ------------------ |
| Edward Furlong   | Jeff Matthews  | Florian Kiesel     |
| Anthony Edwards  | Chase Matthews | Michael Pan        |
| Clancy Brown     | Gus Gilbert    | Axel Lutter        |
| Darlanne Fluegel | Renee Hallow   | Traudel Haas       |
| Jason McGuire    | Drew Gilbert   | Björn Schalla      |
| Lisa Waltz       | Amanda Gilbert | Cornelia Meinhardt |
| Len Hunt         | Direktor Frank | Jörg Döring        |
| Donna Lowry      | Newscaster     | Chris Palm         |
| Janell McLeod    | Lehrerin       | Evelyn Meyka       |
| Robert Easton    | Priester       | Eric Vaessen       |

## Auszeichnungen
- 1993 bekam Edward Furlong eine Nominierung der Academy of Science Fiction, Fantasy & Horror Films in der Kategorie Best Performance by a Younger Actor.
- 1993 wurde Mary Lambert beim Avoriaz Fantastic Film Festival für den Grand Prize nominiert.

## Kritiken
„Konfuse Neuauflage eines Stephen-King-Films; eine obskure Geschichte mit pseudo-mythischem Hintergrund und dem üblichen Maß an Grusel und Gewalt.“

„Tote soll man ruhen lassen – und diesen Nachklapp hätte es auch nicht gebraucht. […] Von subtilem Horror keine Spur, hier wird nur eine blutige Schlachtplatte angerichtet. Fazit: Ein Fall für den Tier- und Zuschauerschutz“

„Auch Clancy Brown […], der aufgrund seiner eindrucksvollen Gestalt und seiner markanten Gesichtszüge vornehmlich auf die Rolle des knallharten Mistkerls abonniert ist und 1994 […] als brutaler Aufseher Byron Hadley in Die Verurteilten brillierte, schafft es nicht, der Figur des bösen Sheriffs einen Hauch von Glaubwürdigkeit zu verleihen. Das liegt jedoch in erster Linie an Richard Outtens hanebüchenem Drehbuch und Mary Lamberts einfallsloser Inszenierung. Sie billigen Brown, einem bemerkenswerten Theaterschauspieler […], lediglich zu, als hirnlos herumbrüllende Zombieparodie über die Leinwand zu stapfen.“